# 山姆·羅巴斯
山姆·羅巴斯（Sam Prideaux Robards，1961年12月16日—）是美國的一位演員，出生在紐約。他的父母也是演員。他的演藝生涯開始於1980年代的外百老匯。

## 外部連結
- 山姆·羅巴斯在互联网电影资料库（IMDb）上的資料（英文）